# Klewinowo
Klewinowo [pronunciación en polaco: /klɛviˈnɔvɔ/] es un pueblo en el distrito administrativo de Gmina Juchnowiec Kościelny, dentro del Distrito de Białystok, Voivodato de Podlaquia, en el noreste de Polonia. Se encuentra aproximadamente 6 kilómetros al sudeste de Juchnowiec Kościelny y 15 kilómetros al sur de la capital regional, Białystok.